# Marie-Jean Tanquerel de Vaucé
Marie-Jean Tanquerel, dit de Vaucé-Bellée, est un militaire français né en 1760 et décédé en 1848.

## Biographie

### Origine
La famille Tanquerel du Duché de Mayenne se rattache peut-être pour l'Abbé Angot de loin à Jean Tanquerel, normand, bachelier en théologie, qui fit scandale à l'Université de Paris en soutenant une thèse en faveur du pouvoir des papes sur le temporel des rois, en 1561. Elle est attestée au XVIe siècle, anoblie par lettres patentes de février 1755 en faveur de Jean-René Tanquerel, procureur fiscal à Mayenne, subdélégué de l'Intendant de Tours à Mayenne. Il est le père de Marie-Jean Tanquerel.
Sa famille fut cruellement éprouvée pendant la Révolution française. Un de ses fils, Louis Tanquerel, blessé à son poste de garde du corps aux palais des Tuileries, lors des Journées des 5 et 6 octobre 1789, mourut à Mayenne en 1791 ; un autre fut, avec toute sa famille, arrêté et emmené à Chartres en 1793, et tous garrottés.

### Révolution française
En 1789, Marie-Jean Tanquerel de Vaucé était comme son frère, garde du corps du roi. Il émigra et servit dans l'Armée des émigrés. Il rentra à Mayenne en l'an X. 

### Premier Empire
Sous le Premier Empire, resté célibataire, il vit avec sa mère à Mayenne ou à son château de Bellée en Vaucé (désormais Saint-Siméon).  Il est désigné comme un des Grands notables du Premier Empire du département de la Mayenne.
La Statistique de 1809 situe ses biens à Mayenne, Châtillon, Saint-Germain, Loupfougères et Vaucé, et lui attribue 18 000 francs de revenu. Il est proposé comme maire de Vaucé en 1813. Louis XVIII l'avait nommé Chevalier de l'ordre de Saint-Louis en 1814.
En 1827, il figure à la septième place sur la liste des principaux propriétaires, payant 3200 francs de contributions. Il conservait à travers tous les régimes, la confiance des habitants de Mayenne qui, le 31 juillet 1830, se présentent chez lui pour lui proposer de reprendre ses fonctions de commandant de la Garde nationale. Alléguant son âge, 70 ans, il refuse, donnant sa caution au légitimisme. Il fut l'un des délégués envoyés par la ville de Mayenne pour porter à Louis XVIII l'hommage « de sa vénération et de son amour ». Il fit à la ville un legs considérable en 1835 pour les vieillards et pour l'établissement d'une salle d'asile qui doit porter cette inscription Salle d'Asile Tanquerel.